# Prowincja Tarent
Tarent (wł. Taranto, ofic. Provincia di Taranto) – prowincja we Włoszech.
Nadrzędną jednostką podziału administracyjnego jest region (tu: Apulia), a podrzędną jest gmina.
Liczba gmin w prowincji: 29.